# William Smith (Sportschütze)
William Alfred Smith (* 11. Mai 1877 in Ottawa; † 12. März 1953 ebenda) war ein kanadischer Sportschütze.

## Erfolge
William Smith nahm an den Olympischen Spielen 1908 in London teil, bei denen er in nur einer Disziplin antrat. Mit dem Armeegewehr war er Teil der kanadischen Mannschaft, die über sechs verschiedene Distanzen hinter den Vereinigten Staaten und Großbritannien den dritten Platz belegte. Neben Smith gewannen außerdem Bertram Williams, Charles Crowe, Dugald McInnes, William Eastcott und Harry Kerr die Bronzemedaille. Mit 421 Punkten war er der beste Schütze der Mannschaft.
Smith war Sergeant der Governor General’s Foot Guards. Er kämpfte im Zweiten Burenkrieg und diente außerdem im Ersten und Zweiten Weltkrieg. In letzterem war er vor allem als Flugzeuginspekteur tätig. Später arbeitete er beim Ottawa Journal.